# Agía Triáda (ort i Grekland, Mellersta Makedonien, Nomós Imathías)
Agía Triáda är en ort i Grekland.   Den ligger i prefekturen Nomós Imathías och regionen Mellersta Makedonien, i den norra delen av landet, 300 km norr om huvudstaden Aten. Agía Triáda ligger 17 meter över havet och antalet invånare är 387.
Terrängen runt Agía Triáda är platt åt nordväst, men åt sydost är den kuperad. Runt Agía Triáda är det ganska glesbefolkat, med 36 invånare per kvadratkilometer. Närmaste större samhälle är Véroia, 18,7 km väster om Agía Triáda. 